# Lorsch
Lorsch är en liten stad i sydvästra Tyskland, cirka 60 km söder om Frankfurt i Kreis Bergstraße i Hessen. I staden bor cirka 10 000 invånare.
I staden fanns ett benediktinskt kloster berömt för Lorsch kodex, vilket skrevs här i slutet av 1100-talet. Klosterbyggnaden blev 1991 uppsatt på Unescos världsarvslista.